# Liste der Stellvertretenden Ministerpräsidenten der Türkei
Diese Liste der Stellvertretenden Ministerpräsidenten der Republik Türkei ist ein Verzeichnis aller Stellvertretenden Ministerpräsidenten des Landes seit der Etablierung des Amtes im Jahr 1946.
| Regierung Nr. | Name | Amtszeit | Partei |
| ------------- | --- | --- | --- |
| 15            | Mümtaz Ökmen | 7. August 1946 – 10. September 1947 | Cumhuriyet Halk Partisi (CHP)                                                                                  |
| 16/17         | Faik Ahmet Barutçu | 10. September 1947 – 16. Januar 1949 | Cumhuriyet Halk Partisi (CHP)                                                                                  |
| 18            | Nihat Erim | 16. Januar 1949 – 22. Mai 1950 | Cumhuriyet Halk Partisi (CHP)                                                                                  |
| 19            | Samet Ağaoğlu | 22. Mai 1950 – 9. März 1951 | Demokrat Parti (DP)                                                                                            |
| 20            | Fethi Çelikbaş Samet Ağaoğlu                                                                                                  | 9. März 1951 – 17. Mai 1954 | Demokrat Parti (DP)                                                                                            |
| 21            | Fatin Rüştü Zorlu Mehmet Fuat Köprülü                                                                                         | 17. Mai 1954 – 9. Dezember 1955 | Demokrat Parti (DP)                                                                                            |
| 23            | Medeni Berk Ahmet Tevfik İleri                                                                                                | 25. November 1957 – 27. Mai 1960 | Demokrat Parti (DP)                                                                                            |
| 24            | Fahri Özdilek | 30. Mai 1960 – 5. Januar 1961 | Militärregierung                                                                                               |
| 25            | Fahri Özdilek Muharrem İhsan Kızıloğlu                                                                                        | 5. Januar 1961 – 20. November 1961 | Militärregierung                                                                                               |
| 26            | Ali Akif Eyidoğan | 20. November 1961 – 25. Juni 1962 | Adalet Partisi (AP)                                                                                            |
| 27            | Hasan Dinçer Ekrem Alican Turhan Feyzioğlu                                                                                    | 25. Juni 1962 – 25. Dezember 1963 | Cumhuriyetçi Köylü Millet Partisi (CKMP) Yeni Türkiye Partisi (YTP) Adalet Partisi (AP)                        |
| 28            | Kemal Satır | 25. Dezember 1963 – 20. Februar 1965 | Adalet Partisi (AP)                                                                                            |
| 29            | Süleyman Demirel | 20. Februar 1965 – 27. Oktober 1965 | Adalet Partisi (AP)                                                                                            |
| 33            | Sadi Koçaş Atilla Karaosmanoğlu                                                                                               | 26. March 1971 – 11. Dezember 1971 | Militärregierung                                                                                               |
| 36            | Kemal Satır Nizamettin Erkmen                                                                                                 | 15. April 1973 – 26. Januar 1974 | Cumhuriyetçi Parti (CP) Adalet Partisi (AP)                                                                    |
| 37            | Necmettin Erbakan | 26. Januar 1974 – 17. November 1974 | Millî Selamet Partisi (MSP)                                                                                    |
| 38            | Zeyyat Baykara | 17. November 1974 – 31. März 1975 | parteilos |
| 39            | Alparslan Türkeş Turhan Feyzioğlu Necmettin Erbakan                                                                           | 31. März 1975 – 21. Juni 1977 | Milliyetçi Hareket Partisi (MHP) Cumhuriyetçi Güven Partisi (CGP) Millî Selamet Partisi (MSP)                  |
| 40            | Turan Güneş Orhan Eyüpoğlu | 21. Juni 1977 – 21. Juli 1977 | Cumhuriyet Halk Partisi (CHP)                                                                                  |
| 41            | Necmettin Erbakan Alparslan Türkeş                                                                                            | 21. Juli 1977 – 5. Januar 1978 | Millî Selamet Partisi (MSP) Milliyetçi Hareket Partisi (MHP)                                                   |
| 42            | Orhan Eyüpoğlu Hikmet Çetin Turhan Feyzioğlu Faruk Sükan                                                                      | 5. Januar 1978 – 12. November 1979 | Cumhuriyet Halk Partisi (CHP)                                                                                  |
| 43            | Im Kabinett Demirel VI wurde auf das Amt des Stellvertretenden Ministerpräsidenten verzichtet.                                | Im Kabinett Demirel VI wurde auf das Amt des Stellvertretenden Ministerpräsidenten verzichtet.                                                      | Im Kabinett Demirel VI wurde auf das Amt des Stellvertretenden Ministerpräsidenten verzichtet.                 |
| 44            | Turgut Özal Zeyyat Baykara | 21. September 1980 – 13. Dezember 1983 | Militärregierung                                                                                               |
| 45            | Kaya Erdem | 13. Dezember 1983 – 21. Dezember 1987 | Anavatan Partisi (ANAP)                                                                                        |
| 46            | Kaya Erdem Ali Bozer | 21. Dezember 1987 – 9. November 1989 | Anavatan Partisi (ANAP)                                                                                        |
| 47            | Ali Bozer | 9. November 1989 – 23. Juni 1991 | Anavatan Partisi (ANAP)                                                                                        |
| 48            | Ekrem Pakdemirli | 23. Juni 1991 – 20. November 1991 | Anavatan Partisi (ANAP)                                                                                        |
| 49            | Erdal İnönü | 20. November 1991 – 25. Juni 1993 | Sosyaldemokrat Halk Partisi (SHP)                                                                              |
| 50            | Erdal İnönü Murat Karayalçın Hikmet Çetin                                                                                     | 25. Juni 1993 – 5. Oktober 1995 | Sosyaldemokrat Halk Partisi (SHP) Sosyaldemokrat Halk Partisi (SHP) Cumhuriyet Halk Partisi (CHP)              |
| 51            | Necmettin Cevheri | 5. Oktober 1995 – 30. Oktober 1995 | Doğru Yol Partisi (DYP)                                                                                        |
| 52            | Deniz Baykal | 30. Oktober 1995 – 6. März 1996 | Cumhuriyet Halk Partisi (CHP)                                                                                  |
| 53            | Nahit Menteşe | 6. März 1996 – 28. Juni 1996 | Doğru Yol Partisi (DYP)                                                                                        |
| 54            | Tansu Çiller | 28. Juni 1996 – 30. Juni 1997 | Doğru Yol Partisi (DYP)                                                                                        |
| 55            | İsmet Sezgin | 30. Juni 1997 – 11. Januar 1999 | Demokrat Türkiye Partisi (DTP)                                                                                 |
| 56            | Hüsamettin Özkan Hikmet Uluğbay                                                                                               | 11. Januar 1999 – 28. Mai 1999 | Demokratik Sol Parti (DSP)                                                                                     |
| 57            | Cumhur Ersümer Hüsamettin Özkan Devlet Bahçeli Mesut Yılmaz                                                                   | 28. Mai 1999 – 18. November 2002 | Demokratik Sol Parti (DSP) Demokratik Sol Parti (DSP) Milliyetçi Hareket Partisi (MHP) Anavatan Partisi (ANAP) |
| 58            | Mehmet Ali Şahin Ertuğrul Yalçınbayır Abdüllatif Şener                                                                        | 18. November 2002 – 14. März 2003 | Adalet ve Kalkınma Partisi (AKP)                                                                               |
| 59            | Abdullah Gül | 14. März 2003 – 29. August 2007 | Adalet ve Kalkınma Partisi (AKP)                                                                               |
| 60            | Cemil Çiçek, Hayati Yazıcı Bülent Arınç, Nazım Ekren Ali Babacan                                                              | 29. August 2007 – 14. Juli 2011 29. August 2007 – 1. Mai 2009 1. Mai 2009 – 14. Juli 2011 29. August 2007 – 1. Mai 2009 1. Mai 2009 – 14. Juli 2011 | Adalet ve Kalkınma Partisi (AKP)                                                                               |
| 61            | Beşir Atalay Ali Babacan Bülent Arınç Bekir Bozdağ Emrullah İşler                                                             | 14. Juli 2011 – 29. August 2014 14. Juli 2011 – 25. Dezember 2013 25. Dezember 2013 – 29. August 2014                                               | Adalet ve Kalkınma Partisi (AKP)                                                                               |
| 62            | Bülent Arınç Ali Babacan Numan Kurtulmuş Yalçın Akdoğan                                                                       | 29. August 2014 – 28. August 2015 | Adalet ve Kalkınma Partisi (AKP)                                                                               |
| 63            | Yalçın Akdoğan Numan Kurtulmuş Cevdet Yılmaz Tuğrul Türkeş                                                                    | 29. August 2015 – 17. November 2015 | Adalet ve Kalkınma Partisi (AKP)                                                                               |
| 64            | Yalçın Akdoğan Numan Kurtulmuş Lütfi Elvan Tuğrul Türkeş Mehmet Şimşek                                                        | 24. November 2015 – 24. Mai 2016 | Adalet ve Kalkınma Partisi (AKP)                                                                               |
| 65            | Nurettin Canikli Numan Kurtulmuş Veysi Kaynak Tuğrul Türkeş Recep Akdağ Mehmet Şimşek Bekir Bozdağ Hakan Çavuşoğlu Fikri Işık | 24. Mai 2016 – 19. Juli 2017 19. Juli 2017 – 9. Juli 2018 24. Mai 2016 – 9. Juli 2018 19. Juli 2017 – 9. Juli 2018                                  | Adalet ve Kalkınma Partisi (AKP)                                                                               |